# Geografia física
Geografia física ou fisiografia é o estudo das características naturais existentes na superfície terrestre, ou seja, o estudo das condições da natureza ou paisagem natural da Terra.
A superfície da Terra é irregular e varia de um lugar para outro em função da inter-relação dinâmica entre os fatores entre si e geográfica em conjunto com outros fatores. A manifestação local deste produto dinâmica é conhecida como paisagem, que é em Geografia um fenômeno de interesse particular, mesmo considera por muitos a ser o objeto de estudo da geografia (Otto Schlüter, Siegfried Passarge, Leo Waibel, Jean Brunes, Carl Sauer, entre outros). 

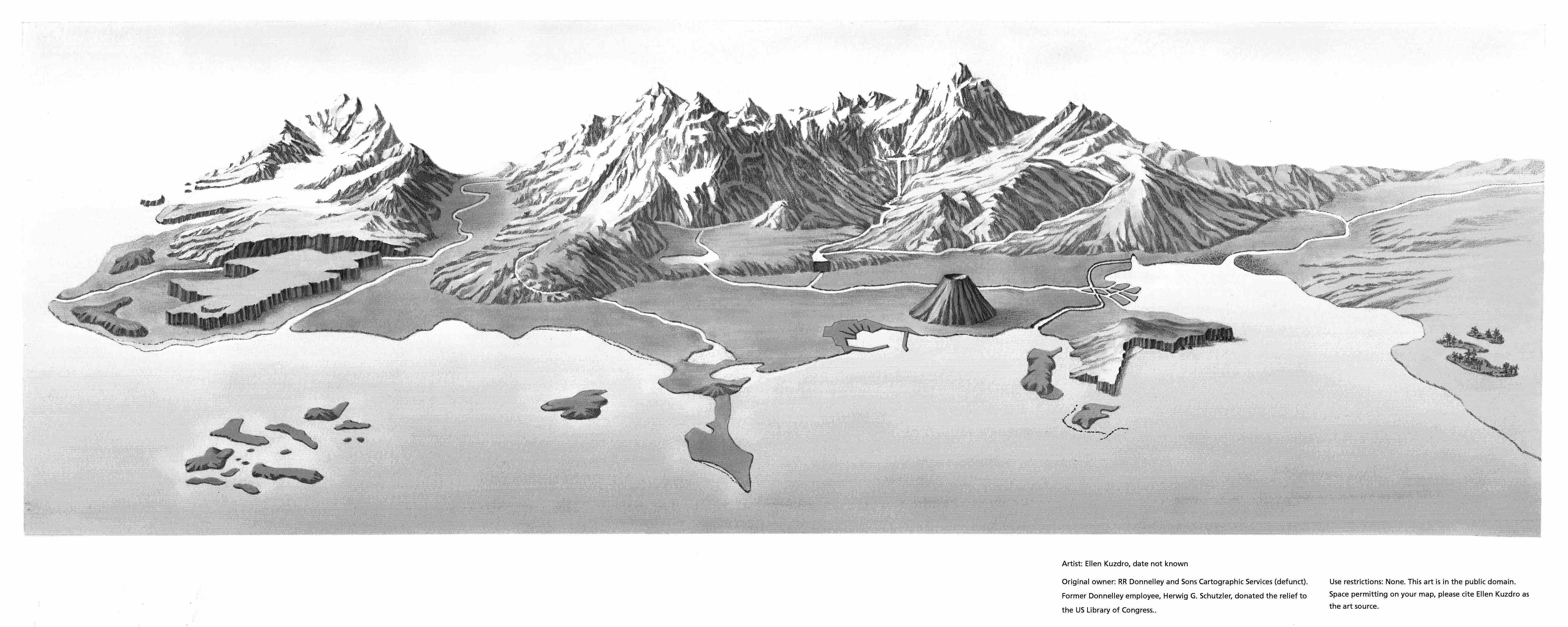

Uma das teorias clássicas para explicação da evolução da paisagem como produto da dinâmica da superfície terrestre, é denominada teoria do ciclo geográfico (DAVIS, 1899). O ciclo geográfico começa com o soerguimento do relevo, de proporções continentais, através de processos geológicos (epirogênese, vulcanismo, orogênese, etc.). A partir disso, os rios e o escoamento superficial começam a criar vales com a forma de V entre as montanhas (a fase chamada "juventude"). Durante esta primeira etapa, o terreno é mais íngreme e mais irregular. Ao longo do tempo, as correntes podem esculpir vales mais amplos ("maturidade"). Por fim, tudo se tornaria uma planície (senilidade) nivelada à menor altitude possível (chamada de "nível do base") Esta planície final foi chamada peneplanície por William Morris Davis, que significa "quase plana".
Contudo, o reconhecimento da Tectónica de placas na década de 1950, e da neotectônica em áreas plataformais, subsidiou novas interpretações acerca da evolução das paisagens, como o princípio do equilíbrio dinâmico para explicação das formas de relevo. Segundo este princípio, a superfície pode ser modelada indefinidamente sem que haja um arrasamento do relevo e formação de peneplanícies. Isto se daria em função da compensação isostática, sendo as formas de relevo resultantes da interação entre os tipos de rocha e os climas atuantes.
Esses processos permitem o trânsito alívio por diferentes fases. Os fatores de estos processos  podem ser classificados em quatro grupos:
- Fatores Geográficos: a paisagem é afetada tanto pela fatores bióticos e abióticos, que são considerados geográficos só fatores abióticos de origem exógena, tais como relevo, solo, clima e corpos d'água. O clima, com elementos como pressão, temperatura, ventos. Água de superfície com a ação do escoamento, o rio e a ação do mar. O gelo glacial com modelagem, entre outros. Esses são fatores que ajudam a modelo favorecendo processos de erosão.
- Fatores Bióticos: O efeito de fatores bióticos no alívio geral, se opõem ao processo de modelagem, especialmente considerando a vegetação, no entanto, existem poucos animais que não trabalham com o processo erosivo, como cabras.
- Fatores Geológicos: como placas tectônicas, o diastrofismo, a orogenia e vulcanismo são processos construtivos e de origem endógena que se opõem e interromper o modelagem do ciclo geográfico.
- Factores Humanos: As atividades humanas sobre o relevo é muito variável, dependendo da atividade desenvolvida neste contexto e como muitas vezes acontece com os homens é muito difícil generalizar e podem influenciar a favor ou contra a erosão.

Embora os vários fatores que influenciam a superfície da Terra estão incluídos na dinâmica do ciclo geográfico, fatores geográficos só contribuem para o ciclo de desenvolvimento e seu objetivo final, o peneplano. Enquanto o resto dos fatores (biológicos, geológicos e sociais) interromper ou perturbar o ciclo de desenvolvimento normal.

## Ramos
A ciência da Geografia física estuda um componente específico do campo o inter-relações entre fatores geográficos. São muitos os ramos que o incluem e entre eles estão os mais importantes que são:

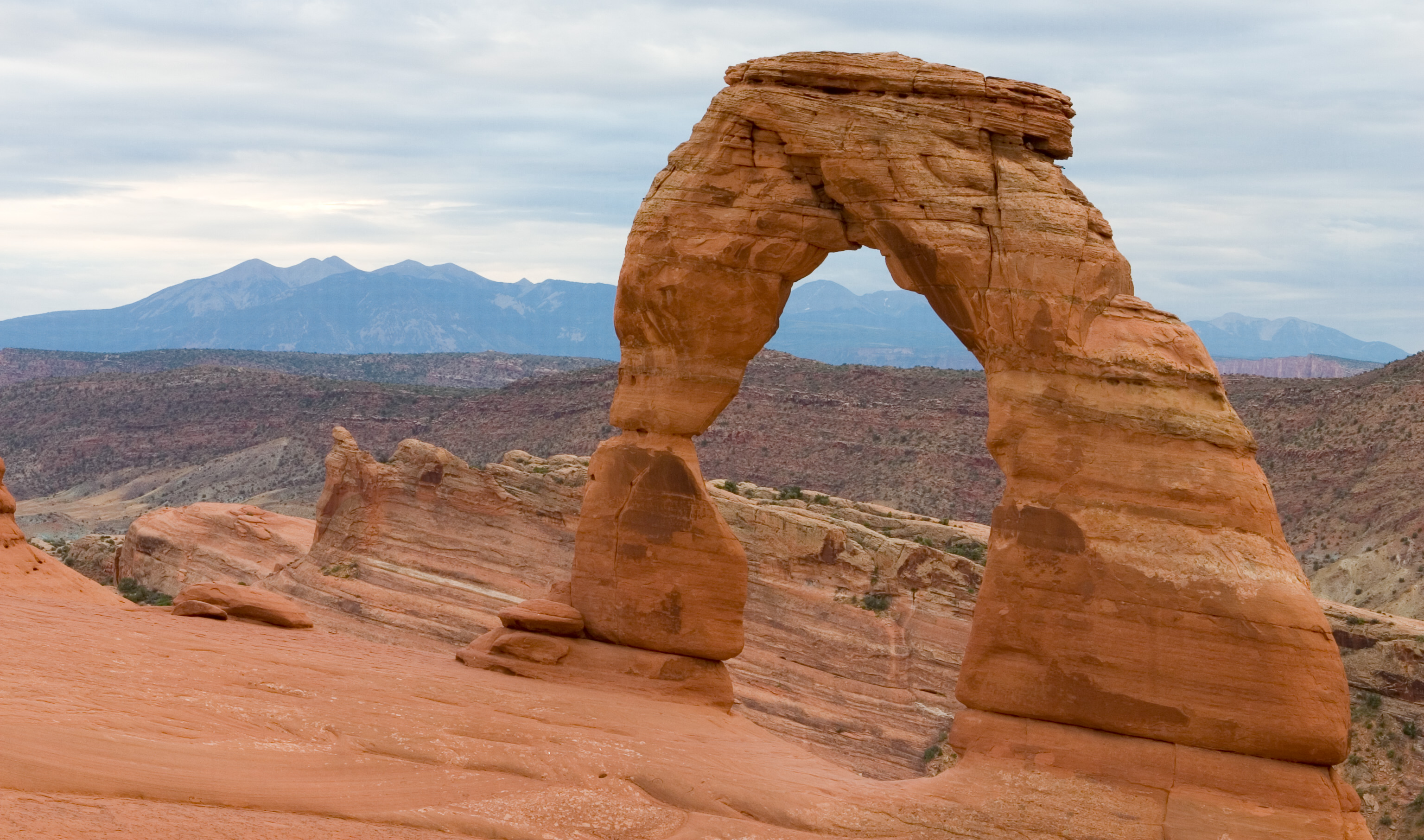
Um arco natural.

- Geomorfologia é a ciência voltada para o entendimento da superfície da Terra e os processos pelos quais ela é formada, tanto no presente como no passado. A Geomorfologia como um campo possui vários subcampos que lidam com formas de relevo específicas de vários ambientes, como geomorfologia de deserto e a fluvial, entretanto, esses subcampos são unidos pelos processos principais que os causam; em sua maioria, processos tectônicos ou climáticos. A Geomorfologia pretende entender a história e a dinâmica dos acidentes geográficos, e predizer as mudanças futuras através da observação de campo, experimentos físicos, e modelagem numérica (Geomorfometria). Estudos recentes em geomorfologia são a fundação da pedologia, um dos dois principais ramos da ciência do solo.

Formação de meandro.

- Hidrologia  estuda predominantemente a quantidade e qualidade da água em movimento e se acumulando na superfície da terra e no solo e rochas próximas da superfície da água, e é tipificada pelo ciclo hidrológico. Assim esse campo encompassa água dos rios, lagos, aquíferos e, até certo ponto, geleiras, no qual o campo examina os processos e dinâmicas envolvendo esses corpos d'água. A hidrologia tem historicamente uma importante conexão com a engenharia e com isso tem desenvolvido vários métodos quantitativos em sua pesquisa; entretanto, também possui um. Similar a maioria dos campos da geografia física, ela tem subcampos que examinam corpos de água específicos ou sua interação com outras esferas, como limnologia e potamologia.

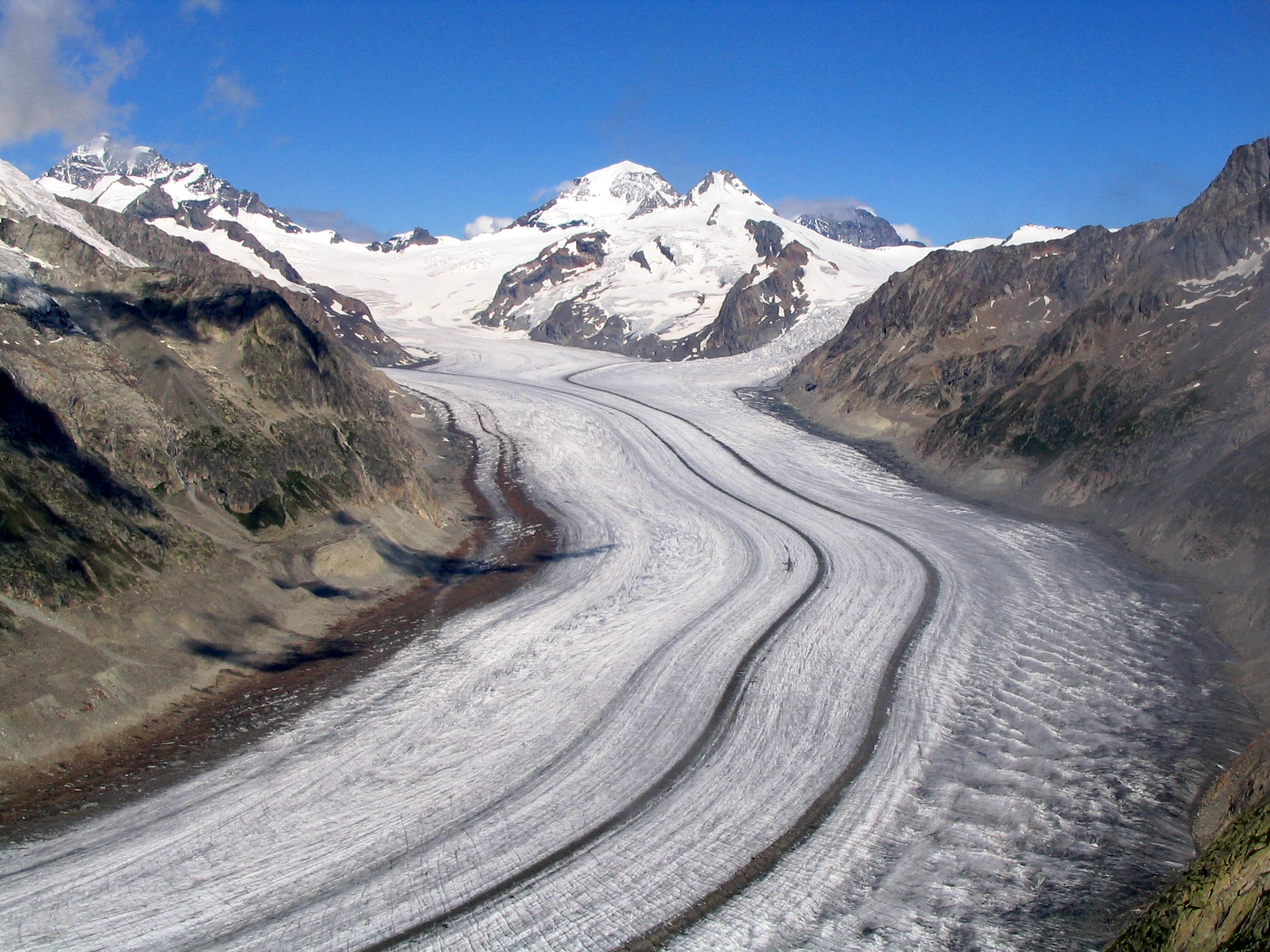
Geleira alpina.

- Glaciologia  é o estudo das geleiras e mantos de gelo, ou mais comumente, criosfera ou gelo e os fenômenos que envolvem o gelo. A glaciologia agrupa os mantos de gelo como geleiras continentais, e as geleiras como geleiras alpinas. Apesar das pesquisas nas duas áreas serem similares com pesquisas sendo realizadas tanto na dinâmica dos mantos como nas geleiras, a pesquisa com os mantos tende a se preocupar mais com a interação dos mantos com o clima, e a pesquisa com as geleiras com o impacto da geleira no relevo. A glaciologia também possui um vasto número de subcampos examinando fatores e processos envolvimento mantos de gelo e geleiras, como hidrologia da neve e geologia glacial.

Linha de Wallace.

- Biogeografia é a ciência que lida com os padrões geográficos da distribuição das espécies e os processos que resultam nesses padrões. O principal estímulo para o campo desde a sua fundação tem sido a evolução, placas tectônicas e a teoria da biogeografia insular. O campo pode ser amplamente dividido em 4 subcampos: biogeografia insular, paleobiogeografia, filogeografia, zoogeografia (animais) e fitogeografia (vegetais).

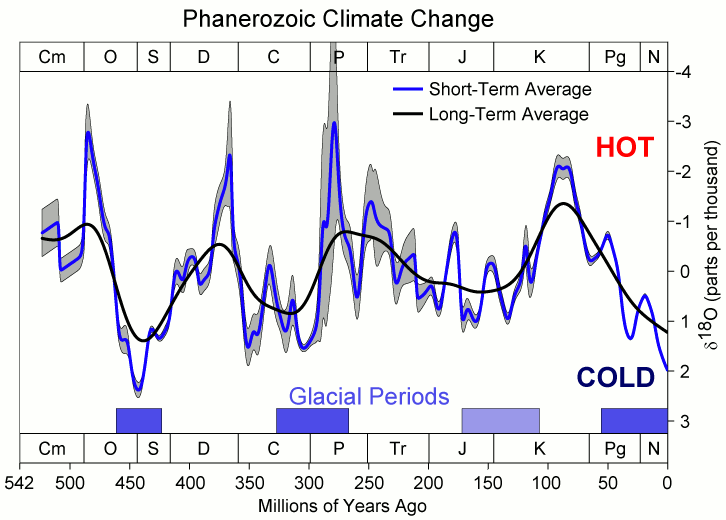
Tendências climáticas.

- Climatologia é o estudo do clima, cientificamente definido como a média das condições climáticas de um longo período de tempo. Ela se difere da meteorologia, que estuda os processos atmosféricos de curta duração, que são então examinados pelos climatologistas para encontrar tendências e frequências em padrões / fenômicos climáticos. A climatologia examina tanto a natureza do clima micro (local) e macro (global) e as influências naturais e antropogênicas sobre ele. O campo é também subdividido largamente em climas de vários regiões e o estudo de fenômenos específicos ou de períodos de tempo, como climatologia de chuvas de ciclones tropicais e climatologia urbana.

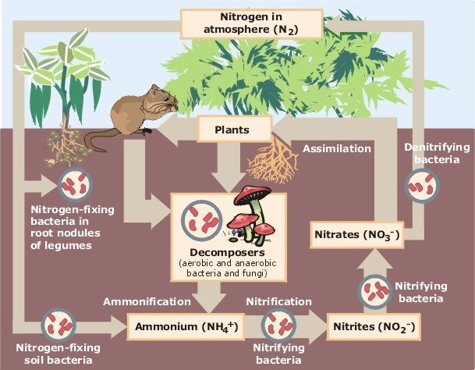
Ciclo do nitrogênio.

- Pedologia  é o estudo do solo em seu ambiente natural. É um dos dois principais ramos da ciência do solo, o outro sendo a edafologia. A pedologia lida principalmente com pedogênese, morfologia do solo, e classificação do solo. Na geografia física, a pedologia é amplamente estudada por causa das numerosas interações entre o clima (água, ar, temperatura), vida no solo (micro-organismos, planta, animal), materiais minerais sob o solo (ciclos biogeoquímicos) e sua posição e efeito no relevo como a laterização.
- Paleogeografia investiga e reconstrói a geografia do passado e sua evolução através do exame do material preservado em registros estratográficos, paleosolos, accidentes geograficos relictos, fosiles, etc. De grande importância para o resto da geografia física que serve para entender melhor a dinâmica atual da geografia do nosso planeta. O uso desses dados tem resultado em evidências de deriva continental, placas tectônicas e super continentes, que por sua vez têm suportado teorias paleogeográficas como o ciclo geografico.O campo pode ser amplamente dividido em 4 subcampos: paleoclimatologia, paleobiogeografia, paleohidrologia e paleopedologia.
- Orografia. Parte da geografia física que trata da descrição e estudo das montanhas.
- Geografia litorânea. É dedicado ao estudo da dinâmica das paisagens costeiras.
- A geografia astronômica ou areografia é o estudo da superfície de planetas sólidos como Vênus, Marte e Mercúrio. Também é o estudo dos satélites que certos planetas possuem, caso da Lua de nossa Terra. Ainda são estudos incipientes devido a falta, ou poucos dados que se tem sobre os planetas e satélites do Sistema Solar.
- O estudo dos riscos naturais, e que, embora o número de catástrofes naturais ultrapassam 7.000000,000 segundo o IBGE 2025, tem aumentado o número de pessoas que eles afetam. É uma questão que também aborda a geografia humana.

Em cada país, a Geografia Física pode possuir disciplinas peculiares assim como suas próprias abordagens. Na Europa, por exemplo, há uma preocupação maior com áreas da Glaciologia, de fundamental importância da esculturação de relevos modernos. No Rússia e Canadá emergiu geocriologia, dedicado ao estudo do permafrost. Por sua vez, nos países do hemisfério sul, principalmente nos de clima tropical, a Pedologia e estudos de alterações químicas em rochas vêm ganhando grande importância, sendo as abordagens sobre o Quartenário bem menos avançadas (porém, agora progredindo bastante) se em comparação com os Estados Unidos ou a Europa.
Há, porém, cada vez mais uma preocupação em acoplar à análise puramente "física" a influência humana no substrato físico; de fato, vale dizer que o ser humano, é hoje o grande agente transformador da superfície terrestre.

## História
Desde o nascimento da geografia e ciências durante o período grego clássico e até o final do século XIX com o nascimento de antropogeografia ou geografia humana, a geografia era quase exclusivamente uma ciência natural: o estudo de localização e gazetteer descritivo de todos os lugares do mundo conhecido. Diversas obras entre as mais conhecidas durante este longo período pode ser citado como um exemplo, de Estrabão (Geografia), Eratóstenes (Geografia) ou periegetes Dionisio (Periegesis Oiceumene) na Idade Antiga até a Alexander von Humboldt (Cosmos), no século XIX, em que a geografia é considerada como uma das ciências físicas e naturais, é claro, através da obra Summa de Geografía de Martin Fernandez de Enciso ([9]) a partir do início do século XVI, que é indicado pela primeira vez Novo Mundo.
Entre os séculos XVIII e XIX, uma controvérsia feito de Geologia, entre os apoiantes de James Hutton Tese (uniformitarianismo) e Georges Cuvier (catastrofismo) influenciou fortemente o campo da geografia como a geografia neste momento era uma ciência natural porque a Geografia Humana Antropografía ou só veio a desenvolver no final do século XIX.
Dois processos desenvolvidos durante o século XIX tinham uma grande importância no desenvolvimento da geografia física: o primeiro é o imperialismo colonial europeu na Ásia, África, Austrália e mesmo da América em busca de matérias-primas necessárias pela Revolução Industrial que ajudou a criar e investiu nos departamentos de geografia das universidades das potências coloniais e do nascimento e desenvolvimento das sociedades nacionais geográfica, dando origem ao processo identificado por Horacio Capel como a institucionalização da geografia. [10 ] Um dos impérios mais prolífico nesse sentido foi o russo. A meados do século décimo oitavo geógrafos muitos são enviados pelos altamirazgo russo oportunidades diferentes para realizar pesquisas geográfica na área do Ártico da Sibéria. Entre estes é que é considerado o patriarca da geografia russo: Mikhail Lomonosov, que nos meados de 1750 começou a trabalhar no Departamento de Geografia, da Academia de Ciências para realizar pesquisas na Sibéria, suas contribuições são notáveis a este respeito, mostra a origem orgânica do solo, desenvolve uma lei abrangente sobre o movimento do gelo que ainda governa o básico, fundando assim um novo ramo geográfico: a Glaciologia. Em 1755 sua iniciativa foi fundada Universidade de Moscou, onde promove o estudo da geografia e da formação dos geógrafos. Em 1758 foi nomeado diretor do Departamento de Geografia, da Academia das Ciências, cargo do qual se desenvolverá uma metodologia de trabalho para a pesquisa geográfica orientada por mais importantes expedições longas e estudos geográficos na Rússia. Assim, seguiu a linha de Lomonosov e as contribuições da escola russa se tornou mais freqüente com seus discípulos, no século XIX, temos grandes geógrafos como Vasily Dokuchaev que executou obras de grande importância como um "princípio da análise global do território" e "os Chernozem russos" ser o mais importante, onde as introduz o conceito de solo, como distinto de um simples estratos geológicos e, portanto, fundar uma nova área geográfica de estudo: a Pedologia. O clima também receberá um forte impulso a partir da escola russa por Wladimir Köppen, cuja contribuição principal, a classificação do clima, ainda hoje é válido. No entanto, este grande geógrafo também contribuiu para o Paleogeografia através de seu trabalho "Os climas do passado geológico", que é considerado o pai da Paleoclimatologia. Geógrafos russo que fez grandes contribuições para a disciplina neste período foram: NM Sibirtsev, Pyotr Semyonov, K. D. Glinka, Neustrayev, entre outros. O segundo processo importante é a teoria da evolução de Darwin em meados do século (o que influenciou decisivamente a obra de Ratzel, que teve formação acadêmica como um zoólogo e foi um seguidor das idéias de Darwin), que significou um importante impulso no desenvolvimento da biogeografia.
Outro grande evento no final do século XIX e início do século XX, dará um grande impulso para o desenvolvimento da geografia e terá lugar na América. É o trabalho do famoso geógrafo William Morris Davis, que não só fez contribuições importantes para a criação de disciplina de seu país, mas revolucionou o campo para desenvolver a teoria do ciclo geográfico que ele propôs como um paradigma para a geografia em geral, embora em na verdade, serviu de paradigma para a geografia física. Sua teoria explicou que as montanhas e outros acidentes geográficos são moldadas pela influência de uma série de fatores que se manifestam no ciclo geográfico. Ele explicou que o ciclo começa com o levantamento do relevo através de processos geológicos (falhas, vulcanismo, convulsão tectónica, etc). Fatores geográficos tais como rios e escoamento começa a criar a V-shaped vales entre as montanhas (a fase chamada "juventude"). Durante esta primeira etapa, o terreno é mais íngreme e mais irregular. Ao longo do tempo, as correntes podem esculpir vales mais amplo ("maturidade") e depois começar a vento, montanhas altas apenas (senescência "). Por fim, tudo vem para o que é uma planície planície ao menor altitude possível (chamado de "base") Esta planície foi chamado pelo significado Davis ' "peneplanicie" quase uma planície "Então o rejuvenescimento" ocorre e não há outro elevador montanha e o ciclo continua. Embora a teoria de Davis não é inteiramente precisa, era absolutamente revolucionário e único no seu tempo e ajudou a modernizar e criar subcampo da geografia da geomorfologia. Suas implicações solicitado uma infinidade de pesquisas em vários ramos da geografia física. No caso da paleogeografia esta teoria forneceu um modelo para a compreensão da evolução da paisagem. Para hidrologia, glaciologia e climatologia como um impulso investigados como estudar os fatores geográficos moldar a paisagem e afectam o ciclo. A maior parte do trabalho de William Morris Davis, levou ao desenvolvimento de um novo ramo da geografia física: geomorfologia cujos conteúdos até então não foi diferente do resto da geografia. Pouco depois deste ramo iria apresentar um grande desenvolvimento. Alguns de seus discípulos fizeram contribuições significativas para vários ramos da geografia física, tais como Curtis Marbut e seu legado inestimável para pedologia,Mark Jefferson, Isaiah Bowman, entre outros
Esta área da Geografia estuda os seguintes campos
- Clima: Clima árido, Clima polar, Clima semiárido, Clima subtropical, Clima tropical, Clima tropical úmido e mudanças climáticas atuais ou pretéritas.
- Vegetação (biomas): Floresta tropical, Taiga, Deserto, Estepe, Savana Cerrados, Caatinga etc... Sempre considerando-se o solo e o clima como fatores de influência fundamentais.
- Relevo (e Topografia): Planalto, Serra, Depressão, Planície, Praias e Ambientes de transição Terra-Mar, dentre outras taxonomias, assim como todos aspéctos de gênese, dinâmica e cronologia destes relevos. (consultar Geomorfologia)
- Hidrografia: Oceanos, Mares, Rios, Lagos, Albufeiras, Golfos e Baías, Bacias hidrográficas, Cataratas.
- Regiões: Continentes, Ilhas, Oceanos e Mares.
- Climatologia
- Pedologia: Solos